# Meigenia buccata
Meigenia buccata är en tvåvingeart som först beskrevs av Johann Wilhelm Meigen 1824.  Meigenia buccata ingår i släktet Meigenia och familjen parasitflugor. Inga underarter finns listade i Catalogue of Life.